# Historisches Wörterbuch der Philosophie
Historisches Wörterbuch dé Philosophie (en español: Diccionario Histórico de Filosofía) es una obra colectiva, editada por Joachim Ritter, Karlfried Gründer y Gottfried Gabriel, uno de los más importantes proyectos realizados por la historia de los conceptos alemana.

## Concepto y significado
El diccionario es el proyecto a gran escala más exitoso del mundo en filosofía académica alemana. Constituye una de las bases de trabajo más importantes para la educación y la investigación filosófica y humanística.
El Historisches Wörterbuch der Philosophie fue anunciado en 1967 por la revista Archiv für Begriffsgeschichte, teniendo cómo objetivo ofrecer explicaciones para diversos conceptos filosóficos en los países de lengua alemana. El diccionario se preocupó con la historia de problemas filosóficos considerados persistentes por sus practicantes, así como la historia de los términos técnicos conectados a estos problemas.
Compuesta por trece volúmenes, la obra comprende más de diecisiete mil columnas de texto referentes a los 3.670 conceptos filosóficos abordados. La propuesta metodológica del Diccionario seguía los parámetros del positivismo y de la filosofía neokantiana, buscando eliminar los significados múltiples y conflictivos para los términos filosóficos, sustituyéndolos por definiciones precisas y nomenclaturas uniformes a ser utilizadas por todos los filósofos. Por otro lado, la historia de los conceptos, de la forma como se practica en el Diccionario Histórico de Filosofía, permanece muy próxima de la historia de la filosofía, así como la que fue desarrollada por los académicos alemanes desde el siglo XVIII.
El proyecto fue iniciado colectivamente en 1971, editado por Joachim Ritter, Karlfried Gründer y Gottfried Gabriel, contando con la participación de más de 1.500 académicos profesionales para su realización. Se trata de uno de los más importantes y bien ejecutado proyecto editorial en el área de la historia de los conceptos alemana, habiendo sido financiado por el Ministerio Federal de Educación e Investigación, localizado en Bonn, publicado por la editorial Schwabe-Verlag, de Basileia, y bajo la responsabilidad de la Academia de Ciencias y Literatura en Maguncia. Durante mucho tiempo, el Diccionario estuvo íntimamente conectado a la Cátedra de Historia de la Filosofía de la Universidad Libre de Berlín, ocupada por Karlfried Gründer. Los conceptos abordados a lo largo de la obra poseen un interés primordialmente filosófico, sin embargo, es del interés de áreas afines, como la teología, la psicología, la educación, la sociología, la historia, la política, el derecho y la medicina. El texto del texto del Historisches Wörterbuch der Philosophie posee una versión online que contiene más de 500 correcciones en relación con la versión impresa.

## Volúmenes
Resumen de los volúmenes individualmente

Los volúmenes 1–3 fueron editados por Joachim Ritter, los volúmenes 4–10 por el fundador de Karlfried, los volúmenes 11–12 por Gottfried Gabriel y el volumen de índice por Margarita Kranz.
- 1971 - Vol. 1 (A-C)
- 1972 - Vol. 2 (D-F)
- 1974 - Vol. 3 (G-H)
- 1976 - Vol. 4 (I-K)
- 1980 - Vol. 5 (L-Mn)
- 1984 - Vol. 6 (Mo-O)
- 1989 - Vol. 7 (P-Q)
- 1992 - Vol. 8 (R-Sc)
- 1995 - Vol. 9 (Se-Sp)
- 1998 - Vol. 10 (St-T)
- 2001 - Vol. 11 (U-V)
- 2005 - Vol. 12 (W-Z)
- 2007 - Vol. 13 (Índice)

Edición completa
- Edición impresa, 13 volúmenes, 1971 a 2007, ISBN  978-3-7965-0115-9
- juntos como CD-Rom, 2010, ISBN 978-3-7965-2685-5
- Versión en línea, 2017, ISBN 978-3-7965-3736-3